# Parni valjak
Za ostala objašnjenja pogledajte članak Parni valjak (višeznačna odrednica).
Parni valjak je zagrebački rok sastav osnovan 1975. u Zagrebu, koji je još uvek aktivan, iako je pravio pauzu 1988. godine, a zatim bio rasformiran u periodu 2005. do 2009. godine. 

## Postava
Prvu postavu činili su: 
- Aki Rahimovski (vokal)
- Husein Hasanefendić Hus (solo gitara, akustične gitare i vokal)
- Srećko Antonioli (bubnjevi, udaraljke i vokal)
- Zlatko Miksić Fuma - (bas gitara)
- Jurica Pađen - (solo gitara, akustične gitare i vokal)

Trenutnu postavu čine:
- Igor Drvenkar (vokal)
- Husein Hasanefendić Hus (solo gitara, akustične gitare i vokal)
- Marijan Brkić Brk (solo gitara, akustične gitare i prateći vokal)
- Zorislav Preksavec Prexi (bas gitara, vokal, prateći vokal)
- Berislav Blažević Bero (klavijature)
- Dalibor Marinković (bubnjevi)

## Istorija

### Od nastajanja do 1979. godine
Grupu osnivaju Husein Hasanefendić i Jurica Pađen uz pomoć Vladimira Mihaljeka Mihe, menadžera Bijelog dugmeta i Grupe 220, pa je tada vladalo pogrešno mišljenje da je Parni valjak zagrebačka verzija Bijelog dugmeta. Njima se nešto kasnije pridružuju Zlatko Miksić Fuma kao bas gitarista, Aki Rahimovski kao vokal i bubnjar Srećko Antonioli. Grupa je uskoro počela da izdaje singlove, ali zbog loših tekstova i navodnih krađa melodija bivaju napadani od strane kritike. U prvoj godini svog postojanja, grupa je imala 154 nastupa, a prvi je bio na koncertu održanom 29. novembra 1975. godine u beogradskoj hali Sportova, gde su nastupili sa Pop Mašinom i bili najavljeni kao Grupa 220, koja se u to vreme raspala, zbog čega su svirali pod imenom Parni valjak. Naziv grupe je predložio Zlatko Miksić, prema prvoj pesmi koju su uvežbali da sviraju kao novi bend. Bila je to pesma „Ja sam parni valjak“ koju je Hasanefendić napisao dok je još bio član Grupe 220.
Svoj prvi studijski album, „Dođite na show!“, izdali su 1976. godine. Sa njega su se, kao hitovi, izdvojile pesme „Predstavi je kraj“ i „Prevela me mala žednog preko vode“. Drugi album objavljen je pod nazivom „Glavom kroz zid“ 1977. godine, sa hitovima „Lutka za bal“ i „Kravata oko vrata (buntovnik bez razloga)“.
Sledeće, 1978. godine Hasanefendić i Rahimovski odlaze u vojsku, pa Parni valjak privremeno prestaje sa radom, a tokom te pauze napušta ih Jurica Pađen osnivajući grupu Aerodrom. Po Husovom povratku iz vojske bendu se priključuje Džoni Štulić na poziciji ritam gitariste, ali ta saradnja traje samo dve sedmice, nakon čeka Štulić odlazi u svoju grupu Azra. Njegov boravak u grupi je uticao na Husa, što se može primetiti u drugačijim, ozbiljnijim, tekstovima i zvuku narednih albuma. Valjak i Štulić ostaju u dobrim odnosima, a Hasanefendić Azri producira prvi singl sa pesmama „Balkan“ i „A šta da radim“.
Godinu dana kasnije grupi se priključuju bubnjar Ivan Piko Stančić i bivši gitarista Prljavog kazališta Zoran Cvetković Zok. Iste godine objavljuju treću ploču pod nazivom „Gradske priče“, na kojoj se nalazi Štulićeva pesma „Jablan“, a izdvajaju se i pesme „Ulične tuče“ i „Stranica dnevnika“, koja je, prema Husovim rečima, prvi pravi hit Parnog valjka. Nakon uspeha te ploče, pod nazivom Steam Roller, objavljuju za izdavačku kuću CBS album „City Kids“, kao prepev „Gradskih priča“ na engleski jezik, namenjen tržištu Zapadne Evrope.

### 1980—1983.
Krajem 1980. godine objavljuju album „Vruće igre“ i napokon se probijaju hitovima „Neda“, „Javi se“, „Ona je tako prokleto mlada“, a Hus se odužuje Štuliću objavivši pesme „Kad Miki kaže da se boji“ i „Ne udaraj me nisko“. Ovim albumom su predstavili i nove članove - gitaristu i saksofonistu Rastka Miloševa, basistu Srećka Kukurića i bubnjara Paola Sfecija.
Uspeh prethodnog albuma Aki i Hus koriste i počinju sa „rafalnim“ objavljivanjem ploča. Najpre 1981. izdaju album „Vrijeme je na našoj strani“ na kojem se nalaze hitovi „Kao ti“, „Staška“, „Moje dnevne paranoje“ te „Djevojčice ne...“, a uz Hasanefendića na ploči se kao autor potpisuje i Srećko Kukurić pesmom „Ako želim“. Već sledeće godine godine dolazi na red prvi album sniman uživo, objavljen pod jednostavnim nazivom Koncert, a godinu dana kasnije izlazi i novi studijski album „Glavnom ulicom“ u kojem se autorski iskazuju Rastko Milošev i Srećko Kukurić, a u novim pesmama se prvi put pojavljuju duvački instrumenti.

### 1984—1989.
Polovinom 1984. godine Parni valjak izdaje album „Uhvati ritam“, na kome se, kao gosti, pojavljuju Zoran Kraš na klavijaturama i Momčilo Bajagić, Dejan Cukić i Dražen Vrdoljak kao prateći vokali. Nakon objavljivanja kompilacije „Parni valjak“, već sledeće, 1985. godine izlazi još jedan studijski album pod nazivom „Pokreni se!“. Na njemu su gostovali Margita Stefanović iz sastava Ekatarina Velika, Miroslav Sedak Benčić, i kolega iz Grupe 220, Drago Mlinarec, a Hus je otpevao glavni vokal u pesmi „Stojim već satima“. Zatim 1986. izdaju još jedan album sniman uživo, pod nazivom „E=mc2“, a sa njima sviraju Zoran Cvetković - Zok i Toni Ostojić.
Zoran Cvetković - Zok se vraća u grupu 1987. godine, kada objavljuju album „Anđeli se dosađuju?“, na kome se nalazi jedan od njihovih velikih hitova, pesma „Jesen u meni“. Ovaj album je promovisan istoimenom turnejom, na kojoj je, uz članove Parnog valjka svirao i Miroslav Barbir Mimo na klavijaturama. Jugoton je objavio VHS zapis pod nazivom „Koncert“ sa te turneje, koji je snimak koncerta održanog u Domu sportova u Zagrebu 23. decembra 1987. godine.
Početkom maja 1988. godine Hus objavljuje pauzu, a već nakon par meseci grupa se vraća u obnovljenom sastavu, pridružuju im se Zorislav Preksavec - Preksi kao basista, i bubnjar Dražen Scholz. U novom sastavu snimaju album „Sjaj u očima“. Kao udarna pesma na njemu se izdvaja „Moja je pjesma lagana“, a tu se nalazi i obrada Mlinarčeve „Uvijek kad ostanem sam“. Nakon objavljivanja ploče Zok odlazi u London, pa njegovo mesto zauzima saksofonista Bruno Kovačić. Parnom valjku se priključuje i mladi klavijaturista Berislav Blažević - Bero.
Zajedno sa Prljavim kazalištem, grupom Film, i Psihomodo popom, 1989. godine nastupaju u velikoj dvorani Doma sportova na koncertu pod nazivom „Zagreb rock forces“.

### 1990—1999.
Početkom 1990. grupa izdaje album „Lovci snova“, sa hitovima „Godine prolaze“, „Suzama se vatre ne gase“, „Ima dana“ i „Samo san“, 1991. godine objavljuju i treći koncertni album pod nazivom „Svih 15 godina“, a 1992. godine u grupu dolazi gitarista Marijan Brkić, dok Bruno Kovačić odlazi na stručno usavršavanje u Ameriku. Održavaju nekoliko koncerata u Nemačkoj, SAD i Kanadi, a zatim, posle tri godine od poslednjeg studijskog albuma izlazi „Buđenje“ na kome se i Brkić potpisuje kao autor sa pesmama „Dođi“ i „Čitaj mi sa usana“.
Za taj album početkom 1995. dobijaju sedam muzičkih nagrada Porin: za album godine, pesmu godine („Sve još miriše na nju“), najbolje vokalno izvođenje, najbolju vokalnu saradnju (duet Dade Topića i Akija Rahimovskog u pesmi „Molitva“), najbolji snimak albuma, producenta godine i najbolji izgled albuma. Iste, 1995. godine objavljen je i koncertni album „Bez struje: Live in ZeKaeM“, koji je prodat u više od 73 000 primeraka, a snimljen je na nastupu u Zagrebačkom kazalištu mladih. Povodom 20 godina postojanja održan je i koncert u velikoj dvorani Doma sportova na kome su kao gosti nastupili Dražen Vrdoljak, Oliver Dragojević (u pesmi „Nemirno more“), Kristina Rupčić kao prateći vokal i Dado Topić koji je u duetu sa Rahimovskim otpevao pesmu „Molitva“.
8. oktobra 1997. godine objavljen je album „Samo snovi teku uzvodno“ sa koga su se najviše slušale pesme „Dok je tebe“ i „A gdje je ljubav“ u kojoj nastupa i Simfonijski orkestar hrvatske Radio Televizije. Muziku za pesmu „Ja još čekam“ komponovao je Marijan Brkić, a u pesmi „To ni političan song“ kao vokal gostuje Vlado Kreslin. Naredne godine, album osvaja Porine za najbolji aranžman i najbolju izvedbu grupe sa vokalom.

### 2000—2005.
Kad se mislilo da je grupa pred raspadom, 2000. godine objavili su još jedan studijski album „Zastave“ sa hitovima „Zastave“, „Mijenjam se“, i „U ljubav vjerujem“, a iste godine pojavio se i prvi DVD pod nazivom „25 godina“. Na njemu se nalazi snimak koncerta održanog 2. decembra 2000. u zagrebačkom Domu sportova na kome su, pored tada aktuelne postave, nastupali i bivši članovi - Zoran Cvetković-Zok, Bruno Kovačić, Jurica Pađen, Paolo Sfeci, Srećko Antonioli i Piko Stančić.
Sledeće godine na mesto basiste došao je Zvonimir Bučević - Buč, a grupa je snimila još jedan živi album, pod nazivom „Kao nekada: Live at S.C.“, na kome su gostovali Drago Mlinarec, Davor Gobac, Nina Badrić, Klapa Šufit i Oliver Dragojević.
Studijski album pod nazivom „Pretežno sunčano?“, na kome se nalaze pesme „Sunčanom stranom“, „Dok si pored mene“, i „Prazno tijelo“, izdat je 2004. godine. Godinu dana kasnije objavljena su i dva kompilacijska izdanja sa najvećim hitovima - „Koncentrat 1977.-1983.“, „Koncentrat 1984.-2005.“, i DVD sa snimkom koncerta iz 1995. godine u ZKM-u pod nazivom „Bez struje: Live in ZeKaeM“.
Oproštajni koncert su održali na Trgu Bana Jelačića, na dočeku 2006. godine, gde su pesmama „Jesen u meni“ i „Zastave“ nakon 30 godina rada završili svoju karijeru. Ponovo su započeli da sviraju 2010. godine.

### 2010—2012.
Oktobra 2010. godine, posle 22 godine, bend je nastupao u Beogradu. Taj koncert je bio povratnički. DVD celog koncerta je objavio PGP RTS.
Godine 2011, izdaju album pod nazivom Stvarno nestvarno, prvi album posle 7 godina. Album je praćen koncetom pod nazivom Bez struje. Nastupali su u Nišu, Kragujevcu, Novom Sadu...

### 2013—2016.
2013. godine su izdali album pod nazivom Nema predaje. Grupa je nastupala u Boru, a pre samog koncerta, bend je posetio rundik. Album je praćen koncertima u Beogradu,, Ljubljani, Zaječaru, Novom Bečeju itd.
40 godina postojanja je proslavljena u Beogradu, Puli (DVD i dvostruki CD celog koncerta je objavio Croatia Records)...
2016. godine izbacuju pesmu Za malo nježnosti.

### 2017—2019.
2017. godine su nastupali u Puli, Beogradu, Herceg Novom, Pragu, Ljubljani, Knjaževcu, Varšavi, Banja Luci, Budvi itd. Iste godine, Croatia Records izdaje CD kompilaciju u ediciji The Greatest Hits Collection. 2018 godine izdaju album Vrijeme, u izdanju Croatia Records. Ovo je prvi album grupe koja je izašla na ploči posle 28 godina. Parni valjak je nastupao 2019. godine u Americi, Kanadi, Holandiji...

### 2020—2021.
Za dan zaljubljenih 2020. godine, grupa je nastupala u Velenju, a u martu iste godine u Bosni. Koncert u Novom Sadu je bio zakazan za april te godine, ali zbog tadašnje situacije u svetu, koncert je bio odložen za za oktobar. I taj koncert je bio odložen. Iste godine, Croatia Records je izdao album pod nazivom Antologija.
Naredne 2021. godine, grupa je nastupala u Splitu, Opatiji, Ljubljani, Makarskoj...

### 2022-danas
Grupa je trebala u toku 2022. godine da ima nastupe po Hrvatskoj, ali je krajem januara preminuo Rahimovski. Na dan sahrane Rahimovskog, premijerno je emitovana pesma Ponovo na 150 radio stanica na prostoru bivše SFRJ, u 15 sati. 26. marta 2022. godine, održan je koncert u Zagrebu, pod nazivom Dovoljno je reći Aki. Koncert je bio raspordat. Na tom koncertu bili su Akijev sin Kiki, Bajaga, Neno Belan, Gibonni i dr. U leto iste godine, bio je i koncert u Puli. Prvi put na gramofonskoj ploči, nanovo je izdat album Buđenje. U jesen 2022. godine, izašla dvostruka kompilacija pod imenom Vrijeme ljubavi, koja je dostupna na CD-u i ploči.
U proleće 2023. godine, uživo album pod imenom Dovljno je reći Aki je osvojio nekoliko Porina, uključujući i album godine. Par meseci ranije, grupa je otkrila da je Igor Drvenkar novi frontmen i izdali pesmu „Moja glava, moja pravila”.

## Diskografija
U svojoj bogatoj karijeri Parni Valjak je objavio 17 studijskih albuma, 14 singlova, 5 albuma snimanih uživo i 4 kompilacije.

### Studijski albumi
- Dođite na show!, PGP RTB, 1976
- Glavom kroz zid, Jugoton, 1977
- Gradske priče, CBS/Suzy, 1979
- , CBS, 1980
- Vruće igre, CBS/Suzy, 1980
- Vrijeme je na našoj strani, Suzy, 1981
- Glavnom ulicom, Suzy, 1983
- Uhvati ritam, Jugoton, 1984
- Pokreni se!, Jugoton, 1985
- Anđeli se dosađuju?, Jugoton, 1987
- Sjaj u očima, Jugoton, 1988
- Lovci snova, Jugoton, 1990
- Buđenje, Esnaf/Kroacija rekords, 1994
- Samo snovi teku uzvodno, Kroacija rekords, 1997
- Zastave, Kroacija rekords, Košava, 2000
- Pretežno sunčano?, Kroacija rekords/Master Music, 2004
- Stvarno nestvarno, Esnaf, 2011
- Nema predaje, Croatia Records, 2013
- Vrijeme, Croatia Records, 2018

### Koncertni albumi i kompilacije
| godina | album                        | izdavač(i) | Ref.   |
| ------ | ---------------------------- | ---------- | ------ |
| 1982.  | „Koncert“                    |            | [ 53 ] |
| 1986.  | „E=mc2“                      | Jugoton    | [ 54 ] |
| 1991.  | „Svih 15 godina“             |            | [ 55 ] |
| 1995.  | „Bez struje: Live in ZeKaeM“ |            | [ 56 ] |
| 2001.  | „Kao nekada: Live in S.C.“   |            | [ 57 ] |

| godina | album                                | izdavač(i) | Ref.   |
| ------ | ------------------------------------ | ---------- | ------ |
| 1985.  | „Parni valjak“                       |            |        |
| 1991.  | „Pusti nek' traje: Kolekcija vol. 1“ |            | [ 58 ] |
| 2005.  | „Koncentrat 1977.-1983.“             |            | [ 59 ] |
| 2005.  | „Koncentrat 1984.-2005.“             |            | [ 60 ] |
| 2009.  | „Parni valjak Ultimate Collection“   |            | [ 61 ] |

### Video i ostala izdanja
| godina | album                        | izdavač(i)        | Ref.   |
| ------ | ---------------------------- | ----------------- | ------ |
| 2002.  | „25 godina“                  | Kroacija rekords/Hrvatski telekom | [ 62 ] |
| 2005.  | „Bez struje: Live in ZekaeM“ |                   | [ 63 ] |

| godina | album       | izdavač(i) | oblik izdanja    |
| ------ | ----------- | ---------- | ---------------- |
| 1990.  | „Red Tab“   | Jugoton    | poklon kaseta    |
| 2000.  | „25 godina“ |            | mini-kompilacija |

### Singlovi
- Parni valjak/Šizofrenik, Alta/PGP RTB, 1976
- Tako prođe tko ne pazi kad ga Parni valjak zgazi/Dok si mlad, PGP RTB, 1976
- Ljubavni jadi jednog Parnog valjka/Teško je biti sam, PGP RTB, 1976
- Prevela me mala/O šumama, rijekama i pticama, PGP RTB, 1976
- Oću da se ženim/Ljeto, Jugoton, 1977
- Lutka za bal/Crni dani, Jugoton, 1977
- Od motela do motela/Predstavi je kraj, CBS/Suzy, 1978
- Stranica dnevnika/Ulične tuče, Jugoton, 1979
- Kekec je slobodan, red je na nas, Kroacija rekords, 1991
- Kaži ja!/Sai Baba blues/Kaži ja! NU ZAGREB PEPSI, Kroacija rekords, 1997
- Mir na jastuku, Kroacija rekords, 2000
- Srcekrad, Kroacija rekords, 2000
- Ugasi me LIVE, Kroacija rekords, 2001
- Tko nam brani/Dok si pored mene, 2002

## Festivali
- 1976. Bum pop festival, Beograd - Ljubavni jadi jednog parnog valjka
- 1977. Bum pop festival, Novi Sad - Prevela me mala žednog preko vode
- 1978. Opatija - Od motela do motela (Veče rock muzike)

## Literatura
- Janjatović, Petar (2003). Ex YU rock enciklopedija. Beograd: Čigoja štampa.  137175308.
- Mirković, Igor (2005). Sretno dijete. Zagreb: Fraktura. ISBN 953-705-238-9.

## Spoljašnje veze
- Zvanična Internet stranica (језик: хрватски)
- Parni valjak на веб-сајту  (језик: енглески)
- Parni valjak  by Davor Pleše (језик: хрватски)